# Mechanorezeptoren der Haut
Die Mechanorezeptoren der Haut, auch korpuskuläre Nervenendigungen der Haut oder korpuskuläre Rezeptoren der Haut, sind spezialisierte Rezeptoren auf der Haut, die durch mechanische Reize wie Dehnung und Druck erregt werden. Dabei handelt es sich um primäre Sinneszellen, das heißt, sie verfügen über ein eigenes Axon, das Impulse Richtung Zentrales Nervensystem leitet. Beim Menschen existieren vier Klassen von Mechanorezeptoren in der Haut. Sie leiten alle ihre Impulse über Aß-Fasern (relativ schnell leitende markhaltige Nervenfasern) weiter.
Morphologisch sind die Mechanorezeptoren der Haut korpuskuläre Nervenendigungen bzw. korpuskuläre Rezeptoren, das heißt, dass sie im Gegensatz zu freien Nervenendigungen (frei im Gewebe endende Endausläufer von Dendriten sensorischer Neuronen) lichtmikroskopisch erkennbare korpuskuläre Spezialisierungen zur Reizaufnahme aufweisen.

## Klassifizierung
Man unterscheidet:
- SA-I  (slowly adapting 1)
- SA-II (slowly adapting 2)
- RA    (rapidly adapting)
- PC    (Pacinian Corpuscle)

### SA-I-Rezeptoren
Dies sind langsam adaptierende Mechanorezeptoren, die auf einen lang andauernden Reiz (z. B. das Körpergewicht, welches beim Stehen auf der Fußsohle lastet) kontinuierlich Aktionspotentiale bilden. Sie sprechen vor allem auf senkrechte Reize, d. h. auf Druck und Zug an. Das histologische Korrelat der SA-I-Rezeptoren sind die Merkel-Tastscheiben im Stratum basale der Epidermis.

### SA-II-Rezeptoren
Auch sie adaptieren langsam auf Reize, kodieren jedoch vor allem für Dehnung der Haut. Sie befinden sich im Stratum reticulare der Dermis und werden histologisch als Ruffini-Körperchen beschrieben.

### RA-Rezeptoren
Die schnell adaptierenden Mechanorezeptoren feuern nur bei Bewegungen, bzw. Veränderungen der Reizstärke. Es sind also Geschwindigkeitsrezeptoren. Sie sind die Meissner-Körperchen im Stratum papillare der Dermis. In der behaarten Haut findet man keine Meissner-Körperchen. Deren Funktion übernehmen die Haarfollikel-Sensoren.

### PC-Rezeptoren
Diese Rezeptoren adaptieren am schnellsten. Sie zeigen nur noch Veränderungen der Geschwindigkeit eines Reizes an (Beschleunigung). Zu diesen Rezeptoren zählen die Vater-Pacini-Körperchen der Subcutis und die Krause-Endkolben der Lederhaut.